# 11400 Raša
11400 Raša è un asteroide della fascia principale. Scoperto nel 1999, presenta un'orbita caratterizzata da un semiasse maggiore pari a 2,1564593 UA e da un'eccentricità di 0,0829553, inclinata di 0,23131° rispetto all'eclittica.